# هوبه الكربين (السياني)

تعديل مصدري - تعديل

هوبه الكربين محلة تابعة لقرية الجنيد، التابعة لعزلة الدامغ بمديرية السياني إحدى مديريات محافظة إب في الجمهورية اليمنية.، بلغ تعداد سكانها 20 حسب تعداد اليمن لعام 2004.